# ハト目
ハト目（ハトもく、学名 Columbiformes）は、鳥類の分類の1つである。現在はハト科のみが属する。
形態は、ずんぐりとした体格だが、胸筋がよく発達しているため、速く飛ぶことができる。食物は植物質のものが多い。世界中に分布する。

## 下位分類
伝統的にはハト科、ドードー科、サケイ科が属した。これらはハト亜目 Columbae（ハト科とドードー科）とサケイ亜目 Pterocletes に分けられていた。

### ハト科（Columbidae）
世界中に分布している。ハト科はすべて植物食である。クチバシを水につけ、吸い上げながら水を飲むのがハト科の特徴で、これができる鳥は他には僅かしかいない。ピジョンミルクという牛乳に似た成分の分泌物（雌雄共に分泌する）で子育てをする。このため年間を通じて繁殖可能である。

### ドードー科（Raphidae）
全種絶滅。飛べない太った鳥であった。
ドードーは非常に特異な形態のため、分類に諸説あったが、形態・分子双方の系統解析により、ハト科に含まれることが判明した。
ハト亜科 Columbinae とドードー亜科 Raphinae とに分ける過渡的な分類もあるが、ハト亜科は側系統であり、この分類は系統的ではない。

### サケイ科（|Pteroclididae）
砂漠に生息する、頭部の形態がハトに似た鳥。
現在は単独でサケイ目となる。かつてはSibleyらにより拡大したコウノトリ目に含められた。

## Sibley分類での扱い
Sibleyらはハト目からサケイ科を除外したため、彼らのハト目は現在のものと同じである。彼らはハト目をツル目・コウノトリ目・スズメ目と共に、スズメ上目 Passerimorphaeに属させた。